# Oedostethus tenuicornis
Oedostethus tenuicornis är en skalbaggsart som först beskrevs av Ernst Friedrich Germar 1824.  Oedostethus tenuicornis ingår i släktet Oedostethus, och familjen knäppare. Arten har ej påträffats i Sverige.

## Bildgalleri

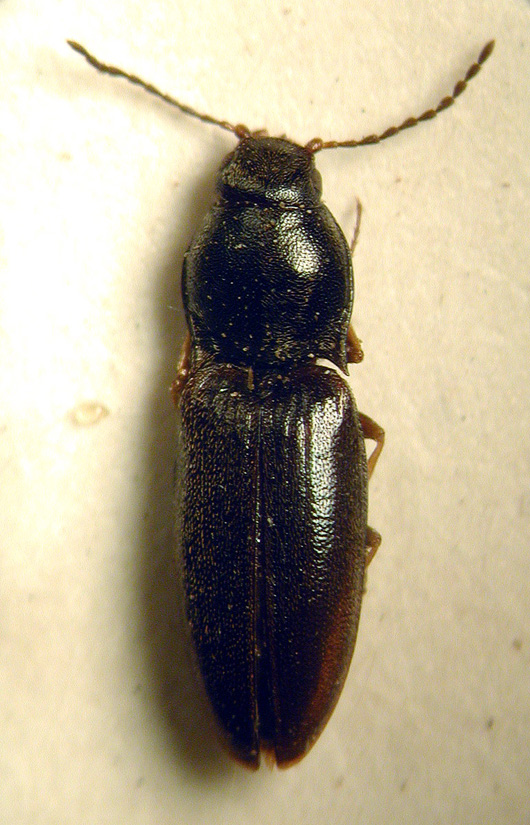